# Ochotona opaca
Ochotona opaca — вид зайцеподібних гризунів з родини пискухових (Ochotonidae).

## Таксономічні примітки
Таксон відокремлено від O. pallasii.

## Морфологічна характеристика
Це пискуха середнього розміру з довжиною тіла від 15 до 20 сантиметрів і вагою від 100 до 175 г, довжина задньої лапи — 27—34 міліметри. Колір спини вохристо-сірий, черевний бік піщано-жовтий до білуватого. Зимова шерсть довша і м'якша, від пісочного до жовтувато-сірого кольору. Область над потиличною залозою забарвлена в коричневий колір. Вуха мають довжину від 12 до 23 міліметрів, округлі, мають вузьку світлу облямівку.

## Поширення
Країни проживання: схід Казахстану.

## Спосіб життя
Як і інші види є скельною формою. Однак він також зустрічається у високій щільності на відкритих луках, що робить його проміжною формою середовища існування. Перехід між двома типами середовища існування є функцією як щільності, так і географії. Кам’янисті ділянки, швидше за все, будуть заселені в роки низької щільності, тоді як території без порід заселені в роки високої щільності. Нори на відкритих місцях нагадують нори типових лугових пискух (наприклад, O. curzoniae): вони мають багато (5–12) входів, які охоплюють діаметр 10–15 м. Відомо також, що O. opaca вишиковують скелі, щоб утворити огорожу (до 40 см заввишки), щоб загородити входи в нори. У роки високої щільності O. opaca може збігатися з популяціями O. pusilla в деяких частинах свого ареалу.